# 이성배 (희극인)
이성배(1989년 10월 13일 ~ )는 대한민국의 희극 배우이다.

## 학력
- 인덕대학교 방송연예과

## 출연작

### 방송
- 코미디에 빠지다 (MBC)
- 코미디의 길 (MBC)